# 大東建託・いい部屋ネットレディス
大東建託・いい部屋ネットレディス（だいとうけんたく・いいへやネットレディス）は、2015年より建設会社の大東建託の主催、日本女子プロゴルフ協会（JLPGA）公認により実施される女子プロゴルフトーナメントの一つである。2017年からは4日間競技に移行した。2021年現在、賞金総額1億2000万円、優勝賞金2160万円。
2015年の大会開始から2019年までは山梨県南都留郡鳴沢村の鳴沢ゴルフ倶楽部を舞台にして行われた。同県でのJLPGAツアー開催は2004年のフジサンケイレディスクラシック以来となる。なお2020年大会は当初東京五輪の男女ゴルフ競技が行われる関係上開催時期を1週間前倒しとなる7月第4週となり、会場も北海道札幌市南区の滝のカントリークラブに移る予定だったが、新型コロナウイルス感染拡大の影響により選手やギャラリー、ボランティアなどの安全確保が優先として2020年5月29日に中止を発表した。
2023年は福岡県糸島市で開催予定

## 歴代優勝者
| 開催回 | 開催年 | 開催期間         | 優勝者名       | スコア | 備考                                                      |
| ------ | ------ | ---------------- | -------------- | ------ | --------------------------------------------------------- |
| 第1回  | 2015年 | 7月31日 - 8月2日 | 原江里菜       | -9     |                                                           |
| 第2回  | 2016年 | 7月29日 - 31日   | ささきしょうこ | -9     | ツアー初優勝。                                            |
| 第3回  | 2017年 | 7月27日 - 30日   | 成田美寿々     | -21    | この年から4日間競技に移行。                               |
| 第4回  | 2018年 | 7月26日 - 29日   | 黄アルム       | -14    | イ・ミニョンとのプレーオフを制して9年ぶりのツアー優勝。   |
| 第5回  | 2019年 | 8月1日 - 4日     | 成田美寿々     | -11    | 最終日に2打差を逆転して優勝。                             |
| 第6回  | 2021年 | 7月22日 - 25日   | 申智愛         | -15    |                                                           |
| 第7回  | 2022年 | 7月21日 - 24日   | 菊地絵理香     | -20    |                                                           |
| 第8回  | 2023年 | 7月20日 - 23日   | 小滝水音       | –18    | ツアー初優勝、3日目サスペンデッドとなり54ホールに競技短縮 |
| 第9回  | 2024年 | 7月18日 - 21日   | 川﨑春花       | –28    | 4日間トーナメントツアー最少ストローク記録更新             |
| 第10回 | 2025年 | 7月24日 - 27日   | 渡邉彩香       | -17    |                                                           |

## テレビ中継
- 第1回から第5回まではTBSテレビ制作(地元局のテレビ山梨は技術協力)で、2日目はUTY・TBSローカル、最終日はTBS系列全国ネットで放送。またBS-TBSでは全日程放送される。さらにCS放送のゴルフ専門チャンネル「ゴルフネットワーク」では『とことん1番ホール生中継』として全日程、1番ホールの模様を生放送している[15]。
- 第7回からはテレビ東京系列で放送する。